# Leichtathletik-Weltmeisterschaften 1987/4 × 100 m der Männer

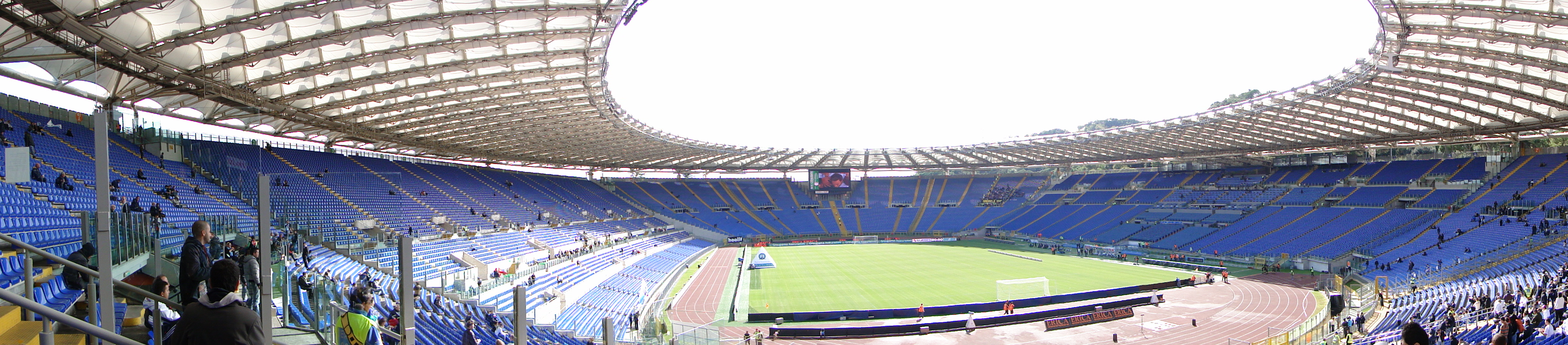
Das Olympiastadion in Rom

Die 4-mal-100-Meter-Staffel der Männer bei den Leichtathletik-Weltmeisterschaften 1987 wurde am 5. und 6. September 1987 im Olympiastadion der italienischen Hauptstadt Rom ausgetragen.
Weltmeister wurde die USA in der Besetzung Lee McRae, Lee McNeill, Harvey Glance und Carl Lewis (Finale) sowie dem im Vorlauf/Halbfinale außerdem eingesetzten Dennis Mitchell.
Den zweiten Platz belegte die Sowjetunion mit Alexandr Jewgenjew, Wiktor Bryshin, Wladimir Murawjow und Wladimir Krylow (Halbfinale/Finale) sowie dem im Vorlauf außerdem eingesetzten Andrei Fedoriw.
Bronze ging an Jamaika (John Mair, Andrew Smith, Clive Wright, Raymond Stewart).
Auch die nur im Vorlauf bzw. Halbfinale eingesetzten Läufer erhielten entsprechendes Edelmetall. Rekorde und Bestleistungen standen allerdings nur den tatsächlich eingesetzten Athleten zu.

## Bestehende Rekorde
| Weltrekord               | 37,83 s | USA (Sam Graddy, Ron Brown, Calvin Smith, Carl Lewis)    | OS 1984 in Los Angeles USA    | 11. August 1984 |
| Weltmeisterschaftsrekord | 37,86 s | USA (Emmit King, Willie Gault, Calvin Smith, Carl Lewis) | WM 1983 in Helsinki, Finnland | 10. August 1983 |

Der bestehende WM-Rekord wurde bei diesen Weltmeisterschaften nicht eingestellt und nicht verbessert.
Im Finale am 6. August gab es durch Silbermedaillengewinner Sowjetunion in der Besetzung Alexandr Jewgenjew, Wiktor Bryshin, Wladimir Murawjow und Wladimir Krylow mit 38,02 s einen neuen Europarekord.

## Doping
Der Kanadier Ben Johnson wurde drei Tage nach seinem Olympiasieg 1988 positiv auf Stanozolol getestet und musste seine Goldmedaille abgeben. Auch seine Resultate bei diesen Weltmeisterschaften – Rang eins über 100 Meter und Rang vier mit der kanadischen 4-mal-100-Meter-Staffel – wurden annulliert, weil Johnson zugab, schon zuvor gegen die Dopingbestimmungen verstoßen zu haben. Er wurde zunächst für zwei Jahre gesperrt, musste jedoch nach seiner Rückkehr in den Leistungssport eine lebenslange Sperre hinnehmen, weil ihm erneut ein Dopingverstoß nachgewiesen wurde.
Benachteiligt wurden vor allem zwei Staffeln:
- Uganda – Das Team wäre über seine Zeit im Halbfinale startberechtigt gewesen.
- Japan – Das Team wäre über seine Platzierung im Finale startberechtigt gewesen.

## Vorrunde
5. September 1987
Die Vorrunde wurde in drei Läufen durchgeführt. Die ersten vier Staffeln pro Lauf – hellblau unterlegt – sowie die darüber hinaus vier zeitschnellsten Teams – hellgrün unterlegt – qualifizierten sich für das Halbfinale. Letztlich schieden in diesen Vorläufen lediglich zwei der gestarteten Mannschaften aus: Uganda – wegen der nachträglichen dopingbedingten Disqualifikation Kanadas eigentlich im Halbfinale startberechtigt – als Sechster des ersten Vorlaufs und Großbritannien nach Disqualifikation im ebenfalls ersten Vorlauf.

### Vorlauf 1
| Platz | Staffel             | Besetzung                                                          | Zeit (s)                                         |
| ----- | ------------------- | ------------------------------------------------------------------ | ------------------------------------------------ |
| 1     | USA                 | Lee McRae Lee McNeill Harvey Glance Dennis Mitchell                | 38,80                                            |
| 2     | Ungarn              | István Nagy László Karaffa István Tatár Attila Kovács              | 39,11                                            |
| 3     | Japan               | Kaoru Matsubara Hirohisa Ota Masahiro Nagura Hiroki Fuwa           | 39,49                                            |
| 4     | Volksrepublik China | Li Tao Cai Jianming Li Feng Zheng Chen                             | 39,63                                            |
| 5     | Spanien             | Enrique Talavera Juan José Prado Miguel Ángel Garcia Javier Arques | 40,20                                            |
| 6     | Uganda              | Moses Musonge Joseph Ssali Sunday Olweny Edward Bitoga             | 40,22 eigentlich für das Halbfinale qualifiziert |
| DSQ   | Großbritannien      | Lincoln Asquith John Regis Mike McFarlane Clarence Callender       |                                                  |

### Vorlauf 2
| Platz | Staffel        | Besetzung                                                          | Zeit (s) |
| ----- | -------------- | ------------------------------------------------------------------ | -------- |
| 1     | Sowjetunion    | Alexandr Jewgenjew Wiktor Bryshin Wladimir Murawjow Andrei Fedoriw | 38,98    |
| 2     | BR Deutschland | Fritz Heer Volker Westhagemann Christian Haas Norbert Dobeleit     | 39,10    |
| 3     | Brasilien      | Joilto Bonfim Carlos de Oliveira Arnaldo da Silva Robson da Silva  | 39,57    |
| 4     | Italien        | Ezio Madonia Stefano Tilli Paolo Catalano Pierfrancesco Pavoni     | 39,58    |
| 5     | Ghana          | John Myles-Mills Emmanuel Tuffour Salaam Gariba Eric Akogyiram     | 39,77    |
| 6     | Taiwan         | Lai Cheng-Chyuan Lee Shiun-Long Chang Yih-Yuan Cheng Hsin-Fu       | 40,05    |

### Vorlauf 3
| Platz | Staffel  | Besetzung                                                     | Zeit (s)                      |
| ----- | -------- | ------------------------------------------------------------- | ----------------------------- |
| 1     | Jamaika  | John Mair Andrew Smith Clive Wright Raymond Stewart           | 38,88                         |
| 2     | Kuba     | Ricardo Chacón Leandro Peñalvar Sergio Querol Andrés Simón    | 39,44                         |
| 3     | Senegal  | Charles-Louis Seck Hamidou Diawara Joseph Dias Amadou M’Baye  | 39,83                         |
| 4     | Portugal | Arnaldo Abrantes Pedro Curvelo Luis Cunha Luis Barroso        | 40,10                         |
| DOP   | Kanada   | Ben Johnson Atlee Mahorn Desai Williams Mike Dwyer            | für das Halbfinale zugelassen |
| DNS   | Nigeria  | Augustine Olobia Patrick Nwankwo Innocent Egbunike Chidi Imoh |                               |

## Halbfinale
5. September 1987
In den beiden Halbfinalläufen qualifizierten sich die jeweils ersten vier Staffeln – hellblau unterlegt – für das Finale.

### Halbfinallauf 1
| Platz | Staffel        | Besetzung | Zeit (s)                                     |
| ----- | -------------- | --- | -------------------------------------------- |
| 1     | Sowjetunion    | Alexandr Jewgenjew Wiktor Bryshin Wladimir Murawjow Wladimir Krylow (Halbfinale/Finale) im Vorlauf außerdem: Andrei Fedoriw | 38,50                                        |
| 2     | BR Deutschland | Fritz Heer Volker Westhagemann Christian Haas Norbert Dobeleit                                                              | 38,84                                        |
| 3     | Italien        | Ezio Madonia Stefano Tilli Paolo Catalano Pierfrancesco Pavoni                                                              | 39,52                                        |
| 4     | Japan          | Kaoru Matsubara Hirohisa Ota Masahiro Nagura Hiroki Fuwa                                                                    | 39,71 eigentlich für das Finale qualifiziert |
| 5     | Spanien        | Miguel Ángel Garcia Juan José Prado Ángel Heras (Halbfinale) Javier Arques im Vorlauf außerdem: Enrique Talavera            | 39,74                                        |
| 6     | Ghana          | John Myles-Mills Emmanuel Tuffour Salaam Gariba Eric Akogyiram                                                              | 39,94                                        |
| 7     | Senegal        | Charles-Louis Seck Hamidou Diawara Joseph Dias Amadou Mbaye                                                                 | 40,22                                        |
| DOP   | Kanada         | Ben Johnson Atlee Mahorn Desai Williams Mike Dwyer                                                                          | für das Finale zugelassen                    |

### Halbfinallauf 2
| Platz | Staffel             | Besetzung                                                         | Zeit (s) |
| ----- | ------------------- | ----------------------------------------------------------------- | -------- |
| 1     | USA                 | Lee McRae Lee McNeill Harvey Glance Dennis Mitchell               | 38,33    |
| 2     | Jamaika             | John Mair Andrew Smith Clive Wright Raymond Stewart               | 38,66    |
| 3     | Ungarn              | István Nagy László Karaffa István Tatár Attila Kovács             | 38,78    |
| 4     | Volksrepublik China | Li Tao Cai Jianming Li Feng Zheng Chen                            | 39,05    |
| 5     | Kuba                | Ricardo Chacón Leandro Peñalvar Sergio Querol Andrés Simón        | 39,08    |
| 6     | Brasilien           | Joilto Bonfim Carlos de Oliveira Arnaldo da Silva Robson da Silva | 39,22    |
| 7     | Taiwan              | Lai Cheng-Chyuan Lee Shiun-Long Chang Yih-Yuan Cheng Hsin-Fu      | 39,90    |
| 8     | Portugal            | Arnaldo Abrantes Pedro Curvelo Luis Cunha Luis Barroso            | 40,24    |

## Finale
6. September 1987
| Platz | Staffel             | Besetzung | Zeit (s) |
| ----- | ------------------- | --- | -------- |
| 1     | USA                 | Lee McRae Lee McNeill Harvey Glance Carl Lewis (Finale) im Vorlauf/Halbfinale außerdem: Dennis Mitchell                     | 37,90    |
| 2     | Sowjetunion         | Alexandr Jewgenjew Wiktor Bryshin Wladimir Murawjow Wladimir Krylow (Halbfinale/Finale) im Vorlauf außerdem: Andrei Fedoriw | 38,02 ER |
| 3     | Jamaika             | John Mair Andrew Smith Clive Wright Raymond Stewart                                                                         | 38,41    |
| 4     | BR Deutschland      | Fritz Heer Volker Westhagemann Christian Haas Norbert Dobeleit                                                              | 38,73    |
| 5     | Ungarn              | István Nagy László Karaffa István Tatár Attila Kovács                                                                       | 39,04    |
| 6     | Italien             | Ezio Madonia Domenico Gorla (Finale) Paolo Catalano Pierfrancesco Pavoni im Vorlauf/Halbfinale außerdem: Stefano Tilli      | 39,62    |
| 7     | Volksrepublik China | Li Tao Cai Jianming Li Feng Zheng Chen                                                                                      | 39,93    |
| DOP   | Kanada              | Ben Johnson Atlee Mahorn Desai Williams Mike Dwyer                                                                          |          |

## Video
- IAAF World Championships Rome 1987 4x100m Relay Men Final auf youtube.com, abgerufen am 25. März 2020